# 2010 في كوريا الجنوبية
فيما يلي قوائم الأحداث التي وقعت خلال عام 2010 في كوريا الجنوبية.

## ظهور
- 1 يناير – غيرلز داي
- 1 يناير – ناين ميوسز

## أفلام
من الأفلام التي صدرت هذه السنة في كوريا الجنوبية:
- 1 يناير – 71:في النار من إخراج John H. Lee (director) [الإنجليزية]‏.
- 1 يناير – الهدف من إخراج تشانغ (مخرج).
- 13 نوفمبر – الشبح بين ذراعيك مجددا من إخراج Tarō Ōtani  [لغات أخرى]‏.

## برامج ومسلسلات وأنمي
- ستار كينغ